# Beru TOP 10
Die Beru TOP 10 war eine Motorsport-Veranstaltungsreihe von 1996 bis 2007. Neben einigen Stammserien bot sie auch wechselnden Gastserien eine Plattform. 2006 fanden beispielsweise sieben Läufe auf sechs verschiedenen Rennstrecken in den Bereichen Tourenwagen und Formelsport statt. Höhepunkt war jedes Jahr die Teilnahme der Tourenwagenserien beim 24-Stunden-Rennen auf dem Nürburgring. Zugpferd war die nach der DTM zweithöchste Tourenwagenklasse Deutschlands, die ADAC-Procar-Serie.
Seit der Saison 2008 wird kein eigenes TOP-10-Veranstaltungspaket mehr durchgeführt. Die einzelnen Rennserien werden jedoch bei verschiedenen anderen Motorsportveranstaltungen fortgesetzt. Das 2009 vom ADAC ins Leben gerufene ADAC Masters Weekend kann man als den legitimen Nachfolger der Beru TOP 10 bezeichnen.

## Starterfelder
| 2001              | 2002             | 2003               | 2004                | 2005           | 2006              | 2007              |
| DTC               | DTC              | DTC                | DPM Division 1      | DPM Division 1 | Procar Division 1 | Procar Division 1 |
| BTC               | BTC              | DTC Division 2     | DPM Division 2      | DPM Division 2 | Procar Division 2 | Procar Division 2 |
|                   |                  |                    |                     | DPM Division 3 | Procar Division 3 | Procar Division 3 |
| V8STAR            |                  |                    |                     |                |                   |                   |
|                   | Alfa 147 Cup     |                    |                     |                |                   |                   |
| Ford Puma Cup     |                  |                    |                     |                |                   |                   |
|                   |                  | Ford Fiesta ST Cup |                     |                |                   |                   |
| Renault Clio V6   |                  |                    |                     |                |                   |                   |
|                   | Renault Clio 2.0 |                    |                     |                |                   |                   |
|                   |                  |                    | Seat Leon Supercopa |                |                   |                   |
| Toyota Yaris Cup  |                  |                    |                     |                |                   |                   |
| VW New Beetle Cup |                  |                    |                     |                |                   |                   |
|                   |                  |                    |                     |                | Radical Race Cup  |                   |
|                   |                  |                    |                     |                | STT H&R Cup       |                   |
|                   |                  | Formel 3 Cup       |                     |                |                   |                   |
| Formel König      |                  |                    |                     |                |                   |                   |
| Formel Renault    |                  |                    |                     |                |                   |                   |
| Formel VW         |                  |                    |                     |                |                   |                   |
|                   |                  | Speed Woman        |                     |                |                   |                   |

## Bedeutung
Anfangs war es die DTC, die als zweithöchste deutsche Tourenwagenliga nach der DTM in der Beru TOP 10 vertreten war. 2003 wurde sie durch die DMSB-Produktionswagen-Meisterschaft ersetzt, aus der 2006 die ADAC-Procar-Serie entstand.

## Austragungsmodus
Gemeinsam war den Markenpokalen der Rennmodus: Eine alles entscheidende Trainingssitzung, gefolgt von zwei Rennen, eines am Samstag, eines am Sonntag. Das Zeittraining entschied über die Startaufstellung des ersten Rennens, das zweite Rennen wurde gemäß dem Einlauf von Rennen eins gestartet, wobei sich allerdings die ersten Sechs in umgekehrter Reihenfolge aufstellten.

## Medienpräsenz
Jedes Jahr anders war die Medienpräsenz. Bis 2004 berichtete das DSF, heute Sport1, regelmäßig über die aus Profis und Amateuren gemischten Rennläufe, wobei viel Zeit auf Interviews und Siegerehrungen verwendet wurde und der Kampf auf der Strecke zu kurz kam. Reglement und Technik wurden nicht erwähnt. Ab 2005 gab es nach jedem Rennwochenende eine ausführliche Berichterstattung auf Premiere und für einzelne Rennserien, wie zum Beispiel den Ford Fiesta ST Cup und den Recaro Formel 3 Cup, auch auf n-tv.
In der Fachpresse (Motorsport aktuell) wurden alle Trainings- und Rennergebnisse mit kurzem Text, aber ausführlicher Tabelle vorgestellt. Jede Rennserie hatte auch ihre eigene Homepage, auf der Rennberichte, Ergebnisse, Punktestände und Bildergalerien veröffentlicht wurden.